# Martina Weil
Martina Weil Restrepo (* 12. Juli 1999 in Santiago de Chile) ist eine chilenische Sprinterin, die sich auf den 400-Meter-Lauf spezialisiert hat. Sie ist Inhaberin des Landesrekordes über 400 Meter und wurde über diese Distanz 2023 Südamerikameisterin und siegte bei den Panamerikanischen Spielen.

## Sportliche Laufbahn
Erste Erfahrungen bei internationalen Meisterschaften sammelte Martina Weil im Jahr 2017, als sie bei den Südamerikameisterschaften in Luque mit 57,00 s im Vorlauf über 400 Meter ausschied, belegte mit der chilenischen 4-mal-100-Meter-Staffel in 46,02 s den vierten Platz und gewann in 3:40,00 min gemeinsam mit Carmen Mansilla, María Fernanda Mackenna und María José Echeverría die Bronzemedaille in der 4-mal-400-Meter-Staffel hinter den Teams aus Brasilien und Kolumbien. Im Jahr darauf nahm sie an den Südamerikaspielen in Cochabamba teil und gewann dort mit neuem Landesrekord von 3:33,42 min gemeinsam mit Isidora Jiménez, María Echeverría und María Mackenna die Silbermedaille hinter Kolumbien. Anschließend schied sie bei den U20-Weltmeisterschaften in Tampere mit 54,52 s in der ersten Runde über 100 Meter aus und belegte bei den Ibero-Amerikanischen Meisterschaften in Trujillo in 24,81 s den fünften Platz im 200-Meter-Lauf und erreichte in der 4-mal-400-Meter-Staffel nach 3:43,56 min Rang fünf. Daraufhin siegte sie bei den U23-Südamerikameisterschaften in Cuenca mit neuem Landesrekord von 52,60 s über 400 Meter und belegte in 23,78 s den vierten Platz über 200 Meter. In 45,55 s gewann sie zudem die Silbermedaille in der 4-mal-100-Meter-Staffel hinter dem Team aus Ecuador und in der 4-mal-400-Meter-Staffel belegte sie in 3:44,82 min den vierten Platz. Bei den IAAF World Relays 2019 in Yokohama klassierte sie sich mit 3:33,54 min auf dem siebten Platz im B-Finale und anschließend erreichte sie bei den Panamerikanischen Spielen in Lima nach 3:39,95 min Rang sieben im Staffelbewerb. 2021 gewann sie dann in 3:34,89 min gemeinsam mit Stephanie Saavedra, María Echeverría und María Mackenna die Silbermedaille in der 4-mal-400-Meter-Staffel bei den U23-Südamerikameisterschaften in Guayaquil hinter Kolumbien. Mitte Oktober sicherte sie sich dann bei den U23-Südamerikameisterschaften ebendort in 53,47 s die Bronzemedaille über 400 m hinter der Kolumbianerin Angie Palacios und Maria de Sena aus Brasilien. Zudem gewann sie in der 4-mal-400-Meter-Staffel in 3:41,48 min die Silbermedaille hinter Brasilien und sicherte sich in der 4-mal-100-Meter-Staffel in 46,06 s die Bronzemedaille hinter Brasilien und Ecuador. Im Dezember steigerte sie sich bei den erstmals ausgetragenen Panamerikanischen Juniorenspielen in Cali auf 52,35 s und gewann damit die Silbermedaille über 400 Meter hinter der Dominikanerin Fiordaliza Cofil. Zudem belegte sie mit der 4-mal-100-Meter-Staffel in 45,10 s den fünften Platz und gewann mit der 4-mal-400-Meter-Staffel in 3:38,24 min die Silbermedaille hinter dem brasilianischen Team. Im Jahr darauf belegte sie bei den Ibero-Amerikanischen Meisterschaften in La Nucia in 53,03 s den achten Platz über 400 Meter und steigerte anschließend den chilenischen Landesrekord in Belgien auf 51,90 s. Im Juli gewann sie bei den Juegos Bolivarianos in Valledupar in 52,64 s die Silbermedaille über 400 Meter hinter der Kolumbianerin Evelis Aguilar und sicherte sich in der 4-mal-400-Meter-Staffel in 3:36,98 min die Silbermedaille hinter Kolumbien. Im Oktober nahm sie erneut an den Südamerikaspielen in Asunción teil und gewann dort in 51,92 s die Silbermedaille über 400 Meter hinter der Kolumbianerin Aguilar. Zudem belegte sie in 23,48 s den vierten Platz über 200 Meter und gewann mit der Staffel in 3:37,58 min gemeinsam mit Berdine Castillo, Poulette Cardoch und Rocío Muñoz die Bronzemedaille hinter den Teams aus Kolumbien und Brasilien.
2023 verbesserte sie mehrmals den Landesrekord über 400 Meter und siegte im Juli in 51,11 s bei den Südamerikameisterschaften in São Paulo und belegte dort über 200 Meter in 23,16 s den vierten Platz. Zudem gewann sie mit der 4-mal-400-Meter-Staffel in 3:35,39 min gemeinsam mit Poulette Cardoch, Berdine Castillo und Anaís Hernández die Bronzemedaille hinter den Teams aus Kolumbien und Brasilien. Anschließend schied sie bei den Weltmeisterschaften in Budapest mit 51,35 s in der ersten Runde über 400 Meter aus. Anfang November siegte sie in 51,48 s bei den Panamerikanischen Spielen in Santiago de Chile und gewann in der 4-mal-100-Meter-Staffel in 44,19 s gemeinsam mit Anaís Hernández, Isidora Jiménez und María Montt die Silbermedaille hinter dem kubanischen Team. Zudem gelangte sie mit der 4-mal-400-Meter-Staffel mit 3:37,00 min auf Rang sechs. Im Jahr darauf verbesserte sie den Landesrekord über 400 Meter auf 51,05 s und qualifizierte sich über diese Distanz für die Olympischen Sommerspielen in Paris, bei denen sie mit 51,79 s in der Hoffnungsrunde ausschied. 2025 erreichte sie bei den Hallenweltmeisterschaften in Nanjing das Finale und belegte dort in 51,78 s den vierten Platz. Ende April verteidigte sie bei den Südamerikameisterschaften in Mar del Plata in 51,14 s ihren Titel über 400 Meter und gewann mit der 4-mal-400-Meter-Staffel in 3:37,64 min die Bronzemedaille hinter den Teams aus Kolumbien und Brasilien.
In den Jahren von 2022 bis 2024 wurde Martina Weil chilenische Meisterin im 400-Meter-Lauf sowie 2023 auch über 200 Meter. Sie ist die Tochter des ehemaligen chilenischen Kugelstoßers Gert Weil und der kolumbianischen Südamerikarekordhalterin im 400-Meter-Lauf und Sportfunktionärin, Ximena Restrepo. Sie absolviert ein Biochemical Engineering-Studium an der University of Tennessee.

## Persönliche Bestzeiten
- 200 Meter: 23,14 s (+0,2 m/s), 3. September 2022 in Deinze
  - 200 Meter (Halle): 23,29 s, 19. Februar 2023 in Gent (chilenischer Rekord)
- 300 Meter: 36,65 s, 6. August 2022 in Löwen (südamerikanische Bestleistung)
- 400 Meter: 51,05 s, 7. Juli 2024 in Hengelo (chilenischer Rekord)
  - 400 Meter (Halle): 51,67 s, 21. März 2025 in Nanjing (chilenischer Rekord)